# Femejism
Femejism — второй студийный альбом американской рок-группы Deap Vally, изданный 16 сентября 2016 года на лейбле Nevado Music. Продюсером альбома выступил Ник Зиннер, гитарист из группы Yeah Yeah Yeahs.

## История
Продюсером альбома выступил гитарист Yeah Yeah Yeahs Ник Зиннер. Он появился в клипе на первый сингл «Royal Jelly», в котором также снялась британская модель Джорджия Мэй Джаггер.
В состав женского рок-дуэта входят Линдси Трой (гитара, вокал) и Джули Эдвардс (ударные и вокал).
Из альбома вышли два сингла: «Royal Jelly» (10 ноября 2015 года) и «Smile More» (7 июня 2016 года).

## Отзывы
| Совокупная оценка    | Совокупная оценка |
| Источник             | Оценка            |
| -------------------- | ----------------- |
| Metacritic           | 73/100            |
| Оценки критиков      |                   |
| Источник             | Оценка            |
| AllMusic             | [ 6 ]             |
| Consequence of Sound | C+                |
| DIY                  | [ 8 ]             |
| Vice                 | A−                |

Альбом получил положительные отзывы музыкальной критики и интернет-изданий.
Нил З. Юнг из AllMusic отметил, что «Femejism — это неполированный, грубоватый восторг, который удовлетворяет висцеральные желания, одновременно толкая Deap Vally в новых направлениях. Пока Трой произносит каждую язвительную строку, ее риффы продолжают дробить и шипеть, не переставая напоминать Led Zeppelin и Джека Уайта. Femejism также более веселый, чем его предшественник, более знойный („Post Funk“), более дикий („Grunge Bond“) и более игривый („Two Seat Bike“). В основном они служат ориентирами для того, чтобы закрепить Deap Vally в рядах подобных исполнителей, искренне заинтересованных в том, чтобы раскачать слушателей до сладкой покорности».

## Список композиций
| №   | Название                   | Длительность |
| --- | -------------------------- | ------------ |
| 1.  | «Royal Jelly»              | 4:03         |
| 2.  | «Julian»                   | 3:13         |
| 3.  | «Gonnawanna»               | 3:47         |
| 4.  | «Little Baby Beauty Queen» | 3:21         |
| 5.  | «Smile More»               | 4:31         |
| 6.  | «Critic»                   | 3:27         |
| 7.  | «Post Funk»                | 3:51         |
| 8.  | «Two Seat Bike»            | 3:23         |
| 9.  | «Bubble Baby»              | 4:21         |
| 10. | «Teenage Queen»            | 4:36         |
| 11. | «Grunge Bond»              | 2:30         |
| 12. | «Turn It Off»              | 4:15         |
| 13. | «Heart Is an Animal»       | 4:19         |

| №   | Название                 | Длительность |
| --- | ------------------------ | ------------ |
| 14. | «Smile More» (acoustic)  |              |
| 15. | «Critic» (live acoustic) |              |

## Чарты
| Чарт (2016)                                   | Высшая позиция |
| --------------------------------------------- | -------------- |
| Великобритания (UK Albums Chart)              | 50             |
| Великобритания (UK Rock & Metal Albums Chart) | 4              |